# KACO new energy
KACO new energy ist ein Hersteller von Stromrichtern, insbesondere Wechselrichter und Monitoring-Zubehör für Photovoltaikanlagen sowie Stromversorgungen für industrielle Bereiche. Das Unternehmen mit Sitz in Neckarsulm, Baden-Württemberg, gehört zu den Wegbereitern der trafolosen Wechselrichtertechnik, die sich wegen ihres hohen Wirkungsgrades zum Standard entwickelt hat. KACO hat von 1999 bis ca. 2009 Wechselrichter mit einer kumulierten Leistung von 3 Gigawatt ausgeliefert und war 2009 der zweitgrößte Hersteller nach verkaufter Wechselrichterleistung. Mit Wirkung vom 30. April 2019 hat die Siemens AG 100 Prozent der Anteile übernommen.

## Geschichte
Das Unternehmen wurde im Jahre 1999 unter dem Namen KACO Gerätetechnik GmbH aus dem im Heilbronner Stadtteil Sontheim ansässigen und kurz danach geschlossenen Unternehmen KACO Elektrotechnik heraus gegründet. Schon in den 1950er-Jahren war das Unternehmen KACO, aus dem 1970 die spätere KACO Elektrotechnik hervorging, weltgrößter Lieferant für elektromechanische Zerhacker, die Vorfahren der heutigen Wechselrichter. Im Jahr der Ausgründung 1999 brachte KACO Gerätetechnik einen der ersten trafolosen Serienwechselrichter auf den Markt.
2003 verlegte das Unternehmen den Sitz von Heilbronn nach Neckarsulm, wo innerhalb von vier Jahren drei neue Werke entstanden. 2009 erfolgte die Umfirmierung in KACO new energy GmbH, das Unternehmen bezog eine neue Zentrale.
2010 begann der Ausbau der Fertigungskapazitäten auf 10 Gigawatt, Aufteilung der Produktionsstandorte auf Deutschland für den europäischen Markt, USA für den amerikanischen Kontinent sowie Korea für Asien. Es erfolgte die Gründung der Tochterfirmen in Frankreich und Italien.
2011 nehmen die neuen Werke in Neckarsulm und London/Ontario (Kanada) die Produktion auf. Ebenso startet die Produktion in San Jose/Kalifornien (USA).
Im Jahr 2016 wurde der Abbau von 80 Arbeitsplätzen am Standort Neckarsulm bekannt gegeben.
Die KACO new energy wurde 2019 durch die Siemens AG übernommen, sie firmiert seither als „KACO new energy GmbH – A Siemens Company“ mit Sitz in Neckarsulm.

## Unternehmensstruktur
Am Stammsitz in Neckarsulm sowie im benachbarten Erlenbach verfügte KACO new energy 2011 aktuell (Stand Juli 2011) über fünf Werke: In Werk 1 ist die Unternehmenszentrale und die Produktion von Zentralwechselrichtern untergebracht. Werk 2 fungiert als Service-Center. In Werk 3 werden alle Stringwechselrichter produziert. Im Werk 4 am Standort Neckarsulm werden Komponenten für den Bahn- und Automotivebereich entwickelt und produziert.
Forschung und Entwicklung sind auf verschiedene Standorte verteilt: Jeweils ein Team in Neckarsulm und in Kassel arbeitet an der Entwicklung aller Geräte in den Leistungsklassen unterhalb 100 Kilowatt. Ein Team in Seongnam in Südkorea entwickelt Wechselrichter in den Leistungsklassen darüber.
KACO new energy operiert mit derzeit 12 Tochtergesellschaften in den USA, Südkorea, China, den Vereinigten Arabischen Emiraten, der Türkei, Südafrika, Frankreich und Italien. Über Niederlassungen ist KACO ebenfalls in Großbritannien, Kanada, Indien und in Jordanien vertreten.

## Produkte
Das Produktangebot umfasst unter anderem
- Solarwechselrichter
- Wechselrichter für Blockheizkraftwerke und Brennstoffzellen
- Stromversorgungen für Schienenfahrzeuge und Industrie

## Soziales und politisches Engagement
Mit Geldspenden hat das Unternehmen verschiedene soziale Projekte unterstützt. Ein Beispiel ist die karitative Stiftung Große Hilfe für kleine Helden.